# Carmen Giannattasio
Carmen Giannattasio (* 24. April 1975 in Avellino) ist eine italienische Opernsängerin (Sopran).

## Leben
Sie studierte Klavier und Gesang am Cimarosa Konservatorium ihrer Geburtsstadt. Ihr Studium setzte sie am Opernstudio der Mailänder Scala bei Leyla Gencer fort. Nach ihrer Ausbildung sang sie die Desdemona in Otello, an der Seite von Roberto Alagna und dirigiert von Plácido Domingo, an der Oper von Los Angeles. Es folgten Auftritte auf den großen Musikbühnen dieser Welt u. a. in Berlin, Brüssel, Mailand, Turin, Bologna, Neapel, Paris, Bordeaux, Stockholm, Edinburgh, München, Zürich, London, Washington, Santiago de Chile, Las Palmas etc. Ihr Repertoire umfasst die großen Partien ihres Faches wie die Violetta in La traviata, Leonora in Il trovatore, die Amelia in Simon Boccanegra, die Mimi in La Bohème, die Fidelia in Edgar, die Olympia, Giulietta sowie Antonia in Hoffmanns Erzählungen, die Titelrolle in Anna Bolena, die Elisabetta in Roberto Devereux, die Eurydike in Orpheus und Eurydike, die Micaela in Carmen, die Titelrolle in Alcina, die Poppea, Fortuna und Venus in Die Krönung der Poppea u. a. m.
Neben ihrer internationalen Bühnenpräsenz ist Carmen Giannattasio als Lied-, Oratorien- und Konzertsängerin weltweit engagiert. Zu ihrem Repertoire gehören u. a. Schumanns Das Paradies und die Peri, Mozarts Requiem, Pergolesis Messa Romana und Verdis Messa da Requiem (mit der sie in Rom und Moskau gastierte).

## Auszeichnungen
- 2002:  1. Preis Internationaler Placido-Domingo-Gesangswettbewerb (Operalia)[4][5]

## Diskografie
- Rossini: La donna del lago
- Donizetti: Parisina
- Verdi: Messa da Requiem
- Rossini: Ermione
- Bellini: Il pirata
- Meyerbeer: Robert le diable

## Filmografie
- Rossini: Maometto secondo
- Verdi: Simon Boccanegra
- Mozart: La clemenza di Tito